# Aspodonia
× Aspodonia (abreviado Aspd) es un híbrido intergenérico entre los géneros de orquídeas Aspasia × Miltonia × Odontoglossum. Fue publicado en Orchid Rev. Orchid Rev. 88(1044, cppo): 11 (1980).